# عنب بلدي
عنب بلدي هي منظمة سورية غير ربحية ووسيلة إعلام تم إنشاؤها في داريا في سوريا في عام 2011.

## التاريخ
تم تأسيس صحيفة عنب بلدي في عام 2011 من قبل مجموعة من المواطنين الصحفيين والنشطاء من بلدة داريا في ضواحي دمشق.
في 29 كانون الثاني/يناير 2012 تم نشر القضية بمناسبة بداية الثورة ومنذ ذلك الحين تُصدر الصحيفة أسبوعيا (كل يوم أحد) إلا أنها تُصدر في بعض الأحيان على مدى أسبوعان بسبب طبيعة الظروف المحيطة بمقر الجريدة
غطّت الصحيفة في آب / أغسطس 2012 كل ما ارتكبته قوات الأسد من مجازر في بلدة داريا نفسها.
تلعب صحيفة عنب البلدي دورا مهما في تثقيف المواطنين السوريين من خلال الحديث عن المصلحة العامة المشمولة بالتقارير بما في ذلك التحقيقات الصحفية والتقارير الإخبارية كما تتطرق إلى الموضوعات الاجتماعية الهامة على المستوى المحلي. تُساعد الصحيفة أيضا على تقدم المجتمع الديمقراطي في سوريا من خلال إنتاج أخبار مستقلة وذات مصداقية خاصة عندما يتعلق الأمر بالقضايا الهامة.
يتم نشر عدد الصحيفة بشكل أسبوعي وتأخد عملية النشر شكلين: الطباعة الرقمية ثم الطباعة الورقية التي توزع في سوريا وبالتحديد في الأجزاء الشمالية (حلب، اللاذقية وإدلب ثم الضواحي) كما تستهدف اللاجئين السوريين في تركيا من خلال 7000 نسخة تقريبا، تتم عملية الطباعة في تركيا ومن ثم يتم شحنها إلى سوريا
, في حقيقة الأمر كانت الصحيفة تُوزع في في الأجزاء الجنوبية من سوريا لكن قوات الأسد دمرت المعدات المكتبية في داريا مما اضطر فريق العمل إلى البدء في طباعة وتوزيع النسخ في شمال سوريا فقط
, تعمل الجريدة كذلك على إصدار نسخٍ لها بصيغة بي دي إف والتي يطّلع عليها مئات الآلاف من المشتركين والمعجبين سواء من خلال قائمة التوزيع الإلكتروني أو الموقع الرسمي للجريدة كما يُمكن الحصول على هذه النسخ من خلال الصفحات الرسمية للجريدة على مواقع التواصل الاجتماعي.
منذ تأسيسها في العام الأول من الانتفاضة السورية أواخر عام 2011؛ ركّزت عنب بلدي على تعزيز المقاومة السلمية وأساليب مواجهة الطائفية والعنف وخداع النظام السوري. نجحت الجريدة فعليا في في توفير المعلومات للشعب السوري وبخاصة الأحداث الدامية في سوريا من خلال تغطية أسبوعية.
وقد شملت التغطية انتهاكات حقوق الإنسان التي يرتكبها النظام السوري وكذلك محاولة تثقيف المجتمع المدني السوري بالإضافة إلى العديد من الأخبار والمواضيع في مجالات السياسة والاقتصاد والشؤون الاجتماعية.
في 24 يناير 2025، بعد سقوط نظام بشار الأسد، افتتحت الصحيفة مقرها في العاصمة دمشق من جديد.

## النمو
نمت الصحيفة بشكل كبير، حيث أصبحت واحدة من أبرز وسائل الإعلام السورية وفقا لعددٍ من المنظمات والجمعيات الخيرية التي تعتمد على تقاريرها وأخبارها.
وفي الوقت الحالي؛ تعتمد عنب بلدي على العديد من الأقسام والفروع لتغطية الثورة السورية أفضل تغطية؛ حيث تخصصت Enab الصحيفة الأسبوعية، 
ثم Enab خدمة الأخبار على النت،  و أرشيف كامل للموقع،  بالإضافة إلى الأخبار باللغة الإنجليزية.
وتدعم هذه المشاريع شبكة من المراسلين والصحفيين الذين يسعون جاهدين لإعطاء مصداقية للتقارير التي تنشرها عنب بلدي.
نجحت جريدة عنب بلدي في لفت انتباه العديد من وسائل الإعلام المحلية والدولية، بما في ذلك بي بي سي، قناة فرانس 24، مجلة شبيغل الدولية، الجارديان، قناة العربية، قناة الجزيرة وآخرون. كما نشرت المجلة الفرنسية الشهيرة "ELLE" تقريرا مطولا عن عمل الجريدة بعنوان: ""عصابة من الفتيات«مخاطر تُهدد حياتهم لكنهم يُصرون على تحرير تقارير من داخل منطقة الحرب».

## الشراكات والتحالفات والائتلافات
قامت عنب بلدي ببناء علاقات مع العديد من المنظمات الدولية مثل الصندوق الوطني للديمقراطية، إنترنيوز، الصحافة الحرة بلا حدود، المؤسسة الأوروبية من أجل الديمقراطية، مؤسسة دعم الإعلام، اعتماد الثورة، المؤسسة الفرنسية لدعم الإعلام، المساعدات الشعبية النرويجية ثم الإعلام الدولي. ليس هذا فقط؛ بل عقدت عنب بلدي العديد من التحالفات والائتلافات:
- تحالف الصحافة الأخلاقية في سوريا الذي عَقَدَ شراكة مع أكثر من 30 وسيلة إعلام سورية مستقلة وحظي بتمويل من منظمة الصحافة الحرة بدون محدود. يهدف التحالف إلى استعادة وتحسين الحقوق الأساسية في حرية التعبير والفكر والتعبير في سوريا عبر مراعاة الفوارق بين الجنسين وما إلى ذلك.
- التحالف الدولي لأصحاب الضمير والذي يعمل على تنفيذ مشروع يُوثق فيه كل ما يحصل في الصراع السوري وذلك بشراكة مع لجنة الخدمة المدنية الدولية.
- الشبكة السورية لحقوق الإعلام المطبوعة التي تتحالف مع أربعة صحف سورية مستقلة وتهدف إلى طباعة وتوزيع النسخ داخل وخارج سوريا.[7]

## الجوائز
فازت الصحيفة بجائزتين مُنفصلتين، الأولى فاز بها محرر الجريدة مجد شرباجي وهي جائزة الشجاعة المُقدمة من وزارة الخارجية الأمريكية، 
ثم الثانية فازت بها إحدى مؤسسات الصحيفة خلود وليد عام 2015 وهي جائزة آنا بوليتكوفسكايا.

## فريق العمل
رئيس التحرير: جواد شربجي
مدير التحرير: عمار زيادة
سكرتير التحرير: بلال أبو اللبن